# 宇波川
宇波川（うなみがわ）は、富山県氷見市及び石川県中能登町を流れる二級河川。

## 特徴
灘浦地区での農業用水として多く利用されている。下流域では、一部ミカンを栽培している所がある。これは日本最北のミカン栽培地と言われる。

## 地理
源流部は石動山の南麓で石川県を流れている。県境を経て五十谷川と合流し短い谷底平野を通って海へ流れる。戸津宮より上流では花崗岩・片麻岩・火山角礫岩など硬い岩石が多く河床勾配も大きい為、小滝が連続する狭い峡谷となっている。両岸には地滑り地形が多く、棚田が発達している

## 生態
早瀬と深い淵があり、河床に硬い岩盤のある清流である事からアユの生育に適しており氷見市で最も多くの鮎が見られる川となっている。
1974年の調査では、戸津宮でタカハヤとヨシノボリが多く確認された。中流の二の湯井堰ではアユ・オイカワ・ウグイの他にアユカケ・ヨシノボリ・ウキゴリなど6科13種が確認された。下流の脇方橋ではアユの大群が確認され、その他にサケ・ウナギ・ボラ・ウグイ・ヌマチチブ・イトヨなど8科15種が確認された
2018年(平成30年)5月並び7月に始めてカジカガエルの生息が確認された。